# جان برویر
جان برویر (انگلیسی: John Brewer; ۶ ژوئن ۱۹۵۰ – ۱۸ فوریهٔ ۲۰۲۲) ورزشکار و از برندگان مدال طلا پارالمپیک ورزش دو و میدانی بود.

## جوایز و افتخارات
وی در مسابقات کشوری و بین‌المللی در مجموع برندهٔ ۱ مدال طلا، ۲ مدال نقره شده است.

## تحصیلات
او از دانش‌آموختگان کالج سانتامونیکااست.